# Karel Ooms
Karel "Klaas" Ooms (ur. 9 czerwca 1917, zm. 17 stycznia 1970) – holenderski piłkarz, napastnik. Uczestnik mistrzostw świata z roku 1938. Na mundialu 1938 nie rozegrał żadnego spotkania.
W wieku 17 lat zadebiutował w stołecznym klubie DWV Amsterdam. W 1938 został powołany na mistrzostwa świata we Francji, gdzie był zawodnikiem rezerwowym i nie zagrał w żadnym ze spotkań. W 1948 wraz z DWV Amsterdam wystąpił w finale Pucharu Holandii przeciwko WVV Wageningen. DWV przegrał ostatecznie po rzutach karnych 1–2.